# Dance of Death (Album)
Dance of Death (englisch für „Tanz des Todes“) ist das 13. Studioalbum der britischen Heavy-Metal-Band Iron Maiden, das im September 2003 erschien.

## Entstehung und Veröffentlichung
Die Erstveröffentlichung von Dance of Death erfolgte am 8. September 2003 bei EMI Music. Das Album erschien in seiner Originalausführung als CD (Katalognummer: 59 3010 2) und LP (Katalognummer: 592 3401) mit elf Titeln. Im Jahr 2004 erschien es auch als DVD-Audio-Ausführung, die um zwei Musikvideos zu Rainmaker und Wildest Dreams ergänzt wurde.
Geschrieben wurden die Lieder von den Iron-Maiden-Mitgliedern, in verschiedenen Konstellationen. Die Produktion aller Lieder erfolgte alleine durch Kevin Shirley.

## Artwork
Das Cover wurde von David Patchett entworfen. Patchett wurde bekannt für seine Cover für die Band Cathedral. Der erste Entwurf zeigte Eddie als Sensenmann mit vier Mönchen im Hintergrund. Um dem Cover etwas Pep zu verleihen, beauftragte Rod Smallwood, der Manager der Band, einen Mitarbeiter von ironmaiden.com, die Charaktere um Eddie herum auszuarbeiten. Der Entwurf wurde an Patchett zurückgesandt. Da dieser mit dem Resultat nicht zufrieden war, bat er darum, nicht im Booklet erwähnt zu werden. Als das Cover im Internet veröffentlicht wurde dachten viele Fans, dass die Band ihnen einen Streich spielen wollte. Das Coverartwork sorgte für eine Kontroverse unter Maiden-Fans.

## Titelliste
1. Wildest Dreams (Steve Harris, Adrian Smith) – 3:52
2. Rainmaker (Bruce Dickinson, Steve Harris, Dave Murray) – 3:48
3. No More Lies (Steve Harris) – 7:22
4. Montségur (Bruce Dickinson, Janick Gers, Steve Harris) – 5:50
5. Dance of Death (Janick Gers, Steve Harris) – 8:36
6. Gates of Tomorrow (Bruce Dickinson, Janick Gers, Steve Harris) – 5:12
7. New Frontier (Bruce Dickinson, Nicko McBrain, Adrian Smith) – 5:04
8. Paschendale (Steve Harris, Adrian Smith) – 8:28
9. Face in the Sand (Bruce Dickinson, Steve Harris, Adrian Smith) – 6:31
10. Age of Innocence (Steve Harris, Dave Murray) – 6:10
11. Journeyman (Bruce Dickinson, Steve Harris, Adrian Smith) – 7:07

Informationen zu einzelnen Liedern
- Wildest Dreams wurde bereits vor Veröffentlichung des Albums auf der „Gimme Ed… ’Til I’m Dead“-Tour vorgestellt. Das Lied beginnt mit Einzählen durch Nicko McBrain.
- Montségur handelt von den Katharern, die in Montségur lebten.
- Dance of Death handelt von geheimnisvollen Voodoo-Riten in den Everglades.
- New Frontier ist das bisher einzige Lied, das von Nicko McBrain mitverfasst wurde. Der Text handelt vom Klonen.
- Paschendale handelt von einer Schlacht im Ersten Weltkrieg, die sich in Passendale zugetragen hat. Der Text erzählt aus der Sicht eines sterbenden Soldaten.
- Age of Innocence handelt von einem Kriminalfall. Der Bauer Tony Martin aus Norfolk soll 1999 einen 16-jährigen Jungen mit einer Flinte getötet und einen anderen verletzt haben. Die beiden Jungen hatten versucht, in sein Haus einzubrechen.

## Singleauskopplungen
Mit Wildest Dreams, Rainmaker und No More Lies wurden drei Singles ausgekoppelt.

### Wildest Dreams
Wildest Dreams erschien sowohl auf 7-inch, Maxi-CD als auch als DVD-Single.

#### Titelliste der Maxi-CD
1. Wildest Dreams – 3:49
2. Pass the Jam – 8:20
3. Blood Brothers (Orchestral Mix) – 7:10

Auf der 7″-Version fehlt der orchestrale Mix von Blood Brothers. Die DVD-Single enthält das Video zum Titelsong und zwei „Rock Mixe“ als Audio-only-Track, einen von Blood Brothers und einen von The Nomad. Zusätzlich enthält die DVD noch zwei Minuten exklusives Material in Form von Interviewszenen und Making-of vom Album. Die erste Singleauskopplung war zugleich auch die erfolgreichste. In Deutschland kletterte sie bis auf Platz 27 der Charts, in England konnte sie sogar Platz 6 erreichen. Die Spitzenposition hatte die Single allerdings in Ungarn, Norwegen und Portugal.

### Rainmaker
Auch die Nachfolgesingle erschien in drei verschiedenen Versionen.

#### Titelliste der Maxi-CD
1. Rainmaker – 3:48
2. Dance Of Death (Orchestral Version) – 8:37
3. More Tea Vicar – 4:40

Auf der 7″-Version fehlt der unveröffentlichte Song More Tea Vicar. Die DVD-Single enthält wieder das Video zum Titelsong und zwei Livesongs (als Audio-only). Als Bonus befindet sich noch ein Making-of zum Musikvideo auf der DVD.

### No More Lies – Dance of Death Souvenir EP
No More Lies erschien als EP in einer Box mit einem Schweißband als Gimmick.
1. No More Lies – 7:21
2. Paschendale (Orchestral Version) – 8:27
3. Journeyman (Electric Version) – 7:06
4. Age of Innocence… How Old? (Hidden Track)

### Singles in den Charts
| Jahr | Titel          | Höchstplatzierung, Gesamtwochen, AuszeichnungChartplatzierungen (Jahr, Titel, , Platzierungen, Wochen, Auszeichnungen, Anmerkungen) | Höchstplatzierung, Gesamtwochen, AuszeichnungChartplatzierungen (Jahr, Titel, , Platzierungen, Wochen, Auszeichnungen, Anmerkungen) | Höchstplatzierung, Gesamtwochen, AuszeichnungChartplatzierungen (Jahr, Titel, , Platzierungen, Wochen, Auszeichnungen, Anmerkungen) | Höchstplatzierung, Gesamtwochen, AuszeichnungChartplatzierungen (Jahr, Titel, , Platzierungen, Wochen, Auszeichnungen, Anmerkungen) | Anmerkungen                                           |
| Jahr | Titel          | DE | AT | CH | UK | Anmerkungen                                           |
| ---- | -------------- | --- | --- | --- | --- | ----------------------------------------------------- |
| 2003 | Wildest Dreams | DE27 (5 Wo.)DE | AT65 (2 Wo.)AT | CH68 (3 Wo.)CH | UK6 (7 Wo.)UK | Erstveröffentlichung: 1. September 2003               |
| 2003 | Rainmaker      | DE36 (9 Wo.)DE | — | CH94 (1 Wo.)CH | UK13 (7 Wo.)UK | Erstveröffentlichung: 24. November 2003               |
| 2004 | No More Lies   | DE36 (4 Wo.)DE | — | CH93 (1 Wo.)CH | — | Erstveröffentlichung: 29. März 2004 Verkäufe: + 3.179 |

## Kommerzieller Erfolg

### Chartplatzierungen
Dance of Death avancierte zum Nummer-eins-Erfolg in Italien, Finnland und Schweden. Darüber hinaus erreichte es Top-10-Platzierungen in diversen, so unter anderem in Deutschland, der Schweiz und dem Vereinigten Königreich (je Rang 2) oder auch Österreich (Rang 3).
| ChartsChartplatzierungen       | Höchstplatzierung | Wochen |
| ------------------------------ | ----------------- | ------ |
| Deutschland (GfK)              | 2 (9 Wo.)         | 9      |
| Österreich (Ö3)                | 3 (6 Wo.)         | 6      |
| Schweiz (IFPI)                 | 2 (10 Wo.)        | 10     |
| Vereinigte Staaten (Billboard) | 18 (4 Wo.)        | 4      |
| Vereinigtes Königreich (OCC)   | 2 (5 Wo.)         | 5      |

| ChartsJahrescharts (2003) | Platzierung |
| ------------------------- | ----------- |
| Deutschland (GfK)         | 81          |
| Schweiz (IFPI)            | 72          |

### Auszeichnungen für Musikverkäufe
| Land/Region                  | Auszeichnungen für Musikverkäufe (Land/Region, Auszeichnung, Verkäufe) | Verkäufe |
| ---------------------------- | ---------------------------------------------------------------------- | -------- |
| Argentinien (CAPIF)          | Gold                                                                   | 20.000   |
| Brasilien (PMB)              | Gold                                                                   | 50.000   |
| Deutschland (BVMI)           | Gold                                                                   | 100.000  |
| Finnland (IFPI)              | Gold                                                                   | 24.528   |
| Griechenland (IFPI)          | Gold                                                                   | 7.500    |
| Norwegen (IFPI)              | Gold                                                                   | 20.000   |
| Schweden (IFPI)              | Gold                                                                   | 30.000   |
| Vereinigtes Königreich (BPI) | Gold                                                                   | 100.000  |
| Insgesamt                    | 8× Gold ·                                                              | 252.028  |

Hauptartikel: Iron Maiden/Auszeichnungen für Musikverkäufe